# Asociación Internacional de Geodesia
La Asociación Internacional de Geodesia es una de las organizaciones constituyentes de la Unión Geodésica y Geofísica Internacional (UGGI). Fue fundada en 1864 con el nombre de Mitteleuropäische Gradmessung. En 1867, se convirtió en la Europäische Gradmessung (Asociación para la Medición de Grados en Europa). En 1886, la Europäische Gradmessung se convirtió a su vez en la Asociación Geodésica Internacional (Internationale Erdmessung). Pasó a ser la sección de geodesia (una de las cinco ramas constituyentes de la UGGI) durante la primera asamblea general de la Unión en 1922. Tomó oficialmente su nombre actual de Asociación Internacional de Geodesia (en inglés International Association of Geodesy, IAG) en 1946. La IUGG cuenta ahora con 73 entidades como miembros y está formada por ocho asociaciones internacionales semiautónomas, incluida la IAG. La UGGI es en sí misma miembro del Consejo Internacional para la Ciencia. La oficina de la IAG estuvo ubicada entre 2007 y 2019 en el Instituto Alemán de Investigaciones Geodésicas (Deutsches Geodätisches Forschunginstitut), con sede en Múnich; y se trasladó el 17 de julio de 2019 al Instituto Finlandés de Investigación Geoespacial (FGI) de Masala (Kirkkonummi), situado en las afueras de Helsinki.

## Creación de la Asociación Internacional de Geodesia y la Convención del Metro

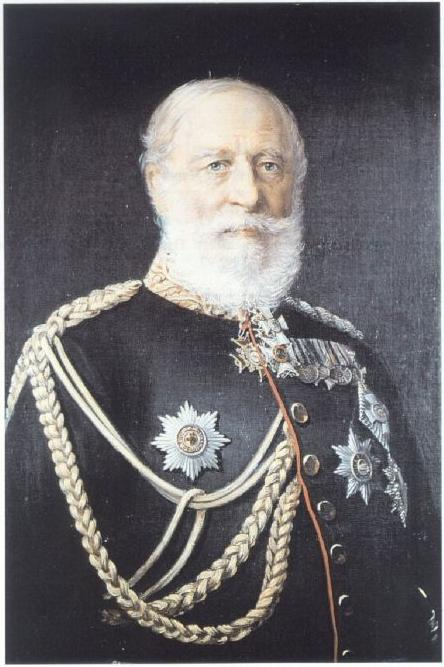
Johann Jacob Baeyer, fundador de la Asociación Geodésica Internacional

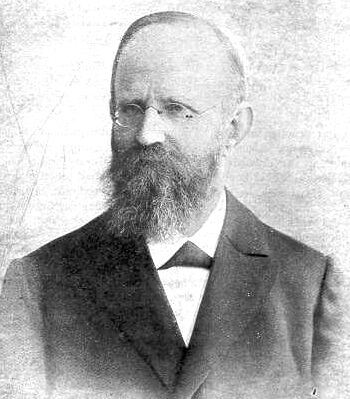
Friedrich Robert Helmert

La geodesia (del griego antiguo: γεωδαισία / geôdaisía, de γῆ / gễ, «Tierra», y δαίω / daíô, «dividir») es la ciencia, originalmente destinada a la elaboración de mapas, que intentó resolver el problema primero de las dimensiones y más adelante de la forma de la Tierra. En su origen, se convirtió en una de las primeras ramas de la geografía moderna. Según la definición clásica del gran geodesta alemán Friedrich Robert Helmert (1843-1917), es la ciencia que mide y representa la superficie terrestre. Aunque formulada en 1880, esta definición sigue siendo válida hasta el día de hoy, ampliada a la determinación del campo gravitatorio fuera de la Tierra y al estudio del relieve oceánico.
Antes de la era espacial, la base de cualquier estudio geodésico era una triangulación precisa. Consistía en medir los ángulos de una serie de triángulos materializados a través de sus vértices y adyacentes entre sí mediante teodolitos. Para ello, era necesario medir uno o más lados de estos triángulos sobre el terreno, determinar mediante observaciones astronómicas el acimut de toda la red de triángulos, la determinación de la posición real de este red sobre la superficie de la Tierra mediante la observación de la latitud y la longitud de ciertos vértices, y finalmente la determinación de la altitud de todos los sucesivos puntos de estacionamiento de los aparatos geodésicos, que se ubicaban en los vértices de los triángulos.

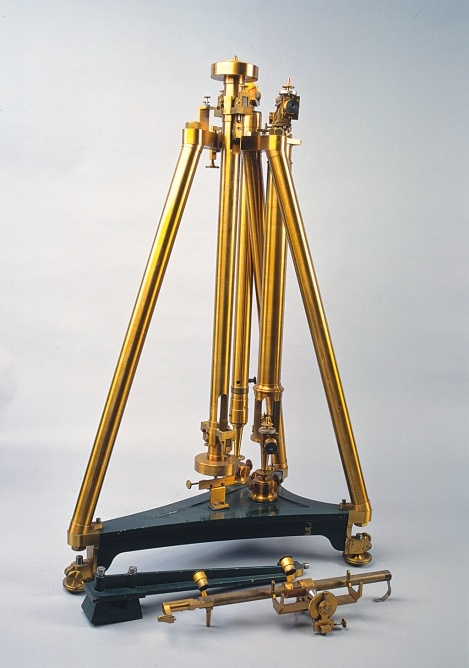
Péndulo reversible de Repsold-Bessel, utilizado para medir la intensidad del campo gravitatorio

Para el cálculo, los puntos de la superficie real de la Tierra se imaginan proyectados según la vertical de su plomada sobre una figura matemática, que viene dada por el nivel estacionario del mar y por la extensión virtual del nivel del mar a través de los continentes. En el caso de las mediciones geodésicas de gran alcance, la superficie debe considerarse como un esferoide achatado, cuyo eje menor coincide con el eje terrestre, y cuya compresión, achatamiento o elipticidad era de aproximadamente 1/298 según los primeros trabajos gravimétricos realizados bajo los auspicios de la Asociación Geodésica Internacional.

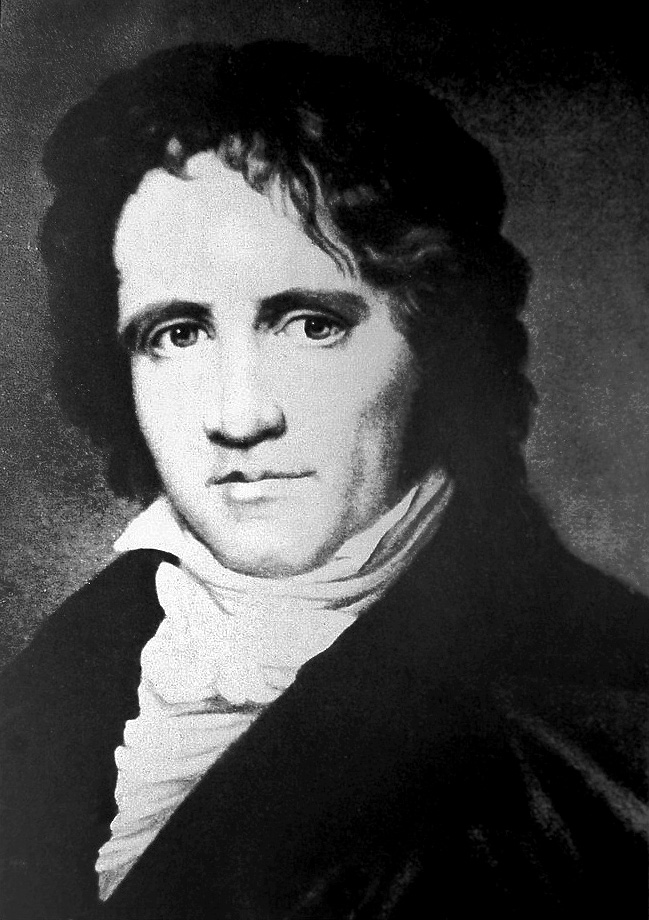
Friedrich Wilhelm Bessel

Además de su importancia para la cartografía, la determinación de la forma de la Tierra constituyó en su momento un problema de suma importancia en astronomía, en la medida en que el diámetro de la Tierra era la unidad a la que se refería toda el conjunto de distancias astronómicas.
En 1861, Johann Jacob Baeyer, discípulo de Friedrich Bessel, propuso la creación de la Asociación para la Medición de Grados en Europa Central (Mitteleuropaïsche Gradmessung) cuyo objetivo era una nueva determinación de las anomalías en la forma de la Tierra mediante triangulaciones geodésicas precisas, combinadas con mediciones de la gravedad. Se trataba de determinar el geoide utilizando medidas gravimétricas y trabajos topográficos de nivelación, para obtener un conocimiento preciso del esferoide terrestre teniendo en cuenta las variaciones locales de la gravedad y de la altitud.
Para resolver este problema, era necesario estudiar cuidadosamente áreas considerables en distintas regiones de la Tierra. En la primavera de 1861, Baeyer desarrolló un plan para coordinar el trabajo geodésico en el espacio comprendido entre los paralelos de Palermo y de Christiana (Dinamarca) y los meridianos de Bonn y Trunz (nombre alemán de Milejewo, en Polonia). Este territorio se dotó de una red triangular que incluía más de treinta observatorios o estaciones cuya posición se determinó astronómicamente. Bayer propuso volver a medir diez arcos de meridianos y un mayor número de arcos de paralelos para comparar la curvatura de los arcos de meridianos en las dos vertientes de los Alpes, con el fin de investigar la influencia de esta cadena montañosa sobre la desviación de la vertical. También planeó determinar la curvatura de los mares, el Mediterráneo y el Adriático en el sur; y el mar del Norte y el Báltico en el norte. En su opinión, la cooperación de todos los estados de Europa central podría abrir el campo a investigaciones científicas del mayor interés, investigaciones que cada estado, tomado aisladamente, no podría realizar.

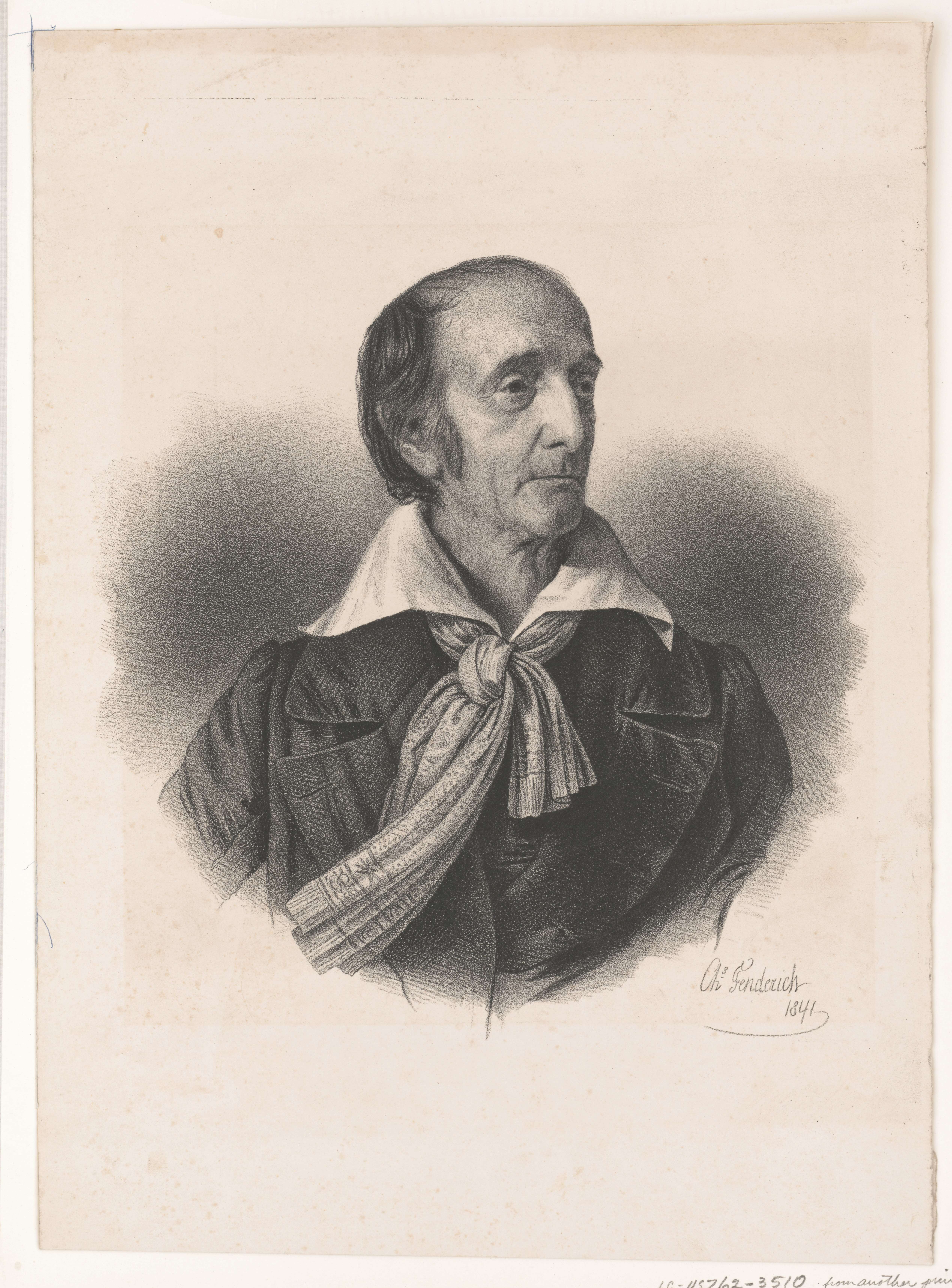
Ferdinand Rudolph Hassler

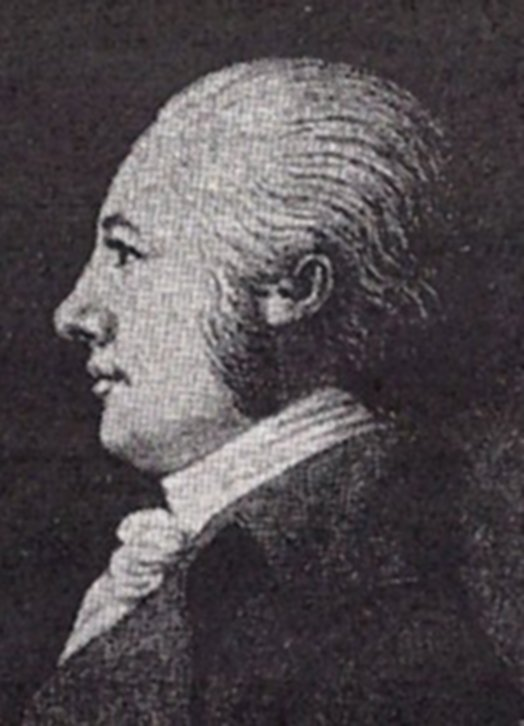
Johann Georg Tralles

En 1834 en Fire Island, Ferdinand Rudolph Hassler, el primer Superintendente del Estudio Costero midió la primera base del nivel de la costa de Estados Unidos en metros, poco antes de que Louis Puissant declarara en 1836 ante la Academia de Ciencias de Francia que Delambre y Méchain habían cometido errores en la medición del meridiano que se había utilizado para determinar la longitud del metro.
El principio de reemplazar la yuxtaposición de reglas geodésicas por un proceso óptico fue introducido por Ferdinand Rudolph Hassler y Johann Georg Tralles, siendo utilizado en Suiza en 1797. En una segunda etapa, se introdujeron los microscopios con las reglas a tope calibradas en el sistema métrico, desarrolladas por el geodesta de origen suizo Ferdinand Rudolph Hassler para el levantamiento topográfico de las costas de Estados Unidos, antes de ser utilizadas en España.
En este momento en Europa, los geodestas continuaron usando instrumentos de medición calibrados según la toesa del Perú. En 1840, Friedrich Bessel cuestionó la precisión de tres copias de este estándar pertenecientes a los observatorios de Altona y de Königsberg, que había comparado entre sí.
Al año siguiente, Bessel propuso su elipsoide de referencia y un achatamiento de la Tierra mucho más cercano a la realidad que el que se había utilizado para calcular la longitud del metro a partir de la medida del meridiano de Delambre y Méchain. De hecho, Bessel emprendió un nuevo cálculo de las dimensiones del esferoide terrestre, en el que partió de diez arcos medidos con suficiente precisión. Al utilizar un ajuste por mínimos cuadrados, el cálculo condujo a un resultado que durante mucho tiempo se consideró el más probable que podría basarse en los instrumentos existentes en aquella época, incluso muchos años después de su publicación en 1841. Además, la publicación de Bessel en 1838 de su obra Gradmessung in Ostpreussen (Medición de grados en Prusia Oriental) marcó una nueva era en la geodesia. En este texto aparece el uso del método de los mínimos cuadrados aplicado al cálculo de una red de triángulos y a la reducción de observaciones en general. Es admirable la forma sistemática en que se tuvieron en cuenta todas las observaciones para garantizar los resultados finales con extrema precisión.

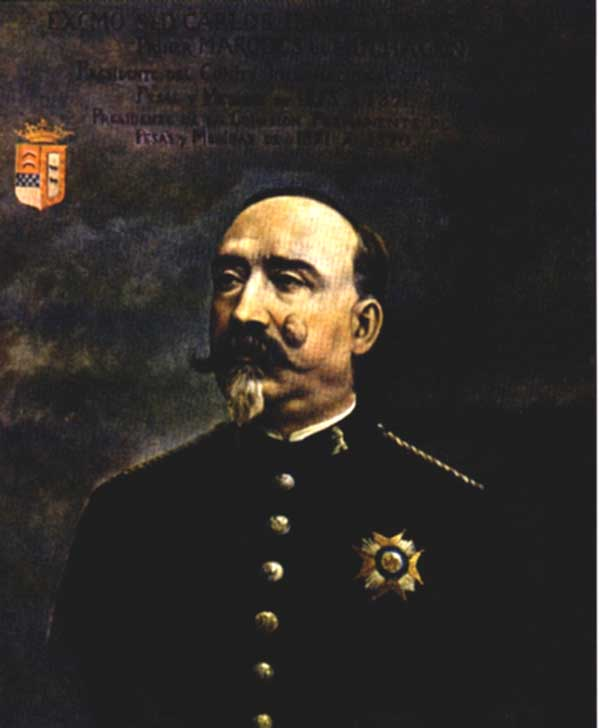
Don Carlos Ibáñez e Ibáñez de Ibero, marqués de Mulhacén

En 1853, el Gobierno español decidió cartografiar un gran mapa topográfico de España. Se designó a Carlos Ibáñez de Ibero y a Frutos Saavedra para realizar los trabajos preparatorios, que incluyeron la creación de todas las herramientas científicas y técnicas necesarias para esta empresa. Los dispositivos diseñados y utilizados en el SXVIII y al inicio de siglo XIX por Borda o Bessel habían quedado obsoletos por la aparición de las reglas equipadas con sistemas de lectura microscópica.
Desde la época de los trabajos de Delambre y Méchain, la medición de las bases había avanzado poco. Ibáñez primero quiso perfeccionar el proceso de las reglas bimetálicas de Borda y Lavoisier, utilizadas de forma aún algo tosca en la medición del meridiano de Francia, y mandó construir a los hermanos Brunner un aparato que se utilizó durante un tiempo como lo más perfecto que se hubiera logrado. Se construyeron réplicas para varios de los grandes estados de Europa, así como para Egipto. La Oficina Internacional llevó a cabo un estudio cuidadoso de este dispositivo, pero el manejo de la regla bimetálica era delicado, y la medición de las bases demasiado costosa en relación con el conjunto de los trabajos, por lo que Ibáñez volvió a la regla monometálica de hierro acompañada de termómetros, cuyos datos se mantuvieron hasta la introducción de las reglas de invar, que pronto fueron sustituidas por el método Jäderin, que, transformado mediante el uso de hilos invar, pudo ocupar su lugar en la geodesia de precisión, de una forma incomparablemente más económica que todos los procedimientos antiguos.

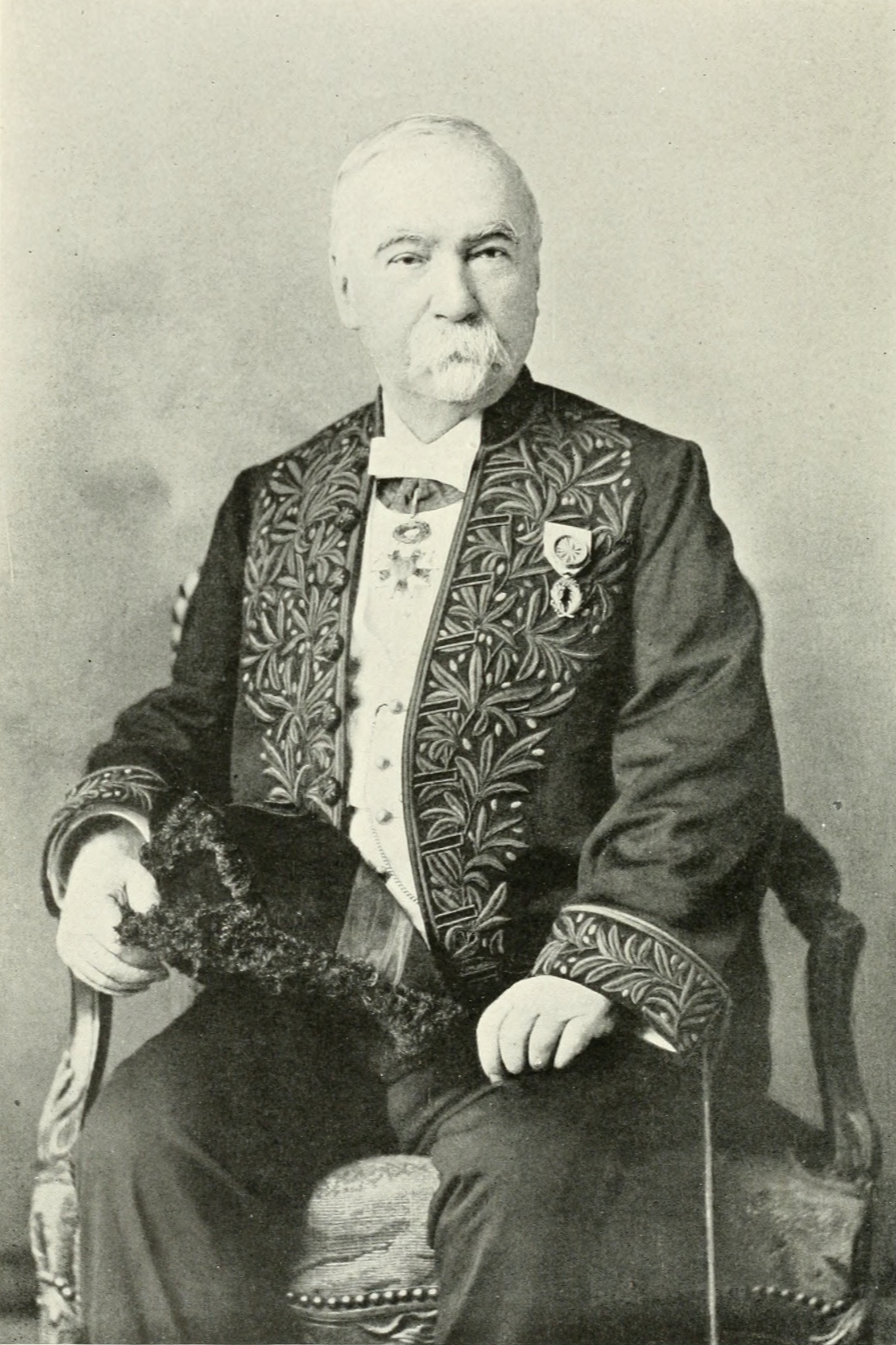
Aimé Laussedat

Habiendo adoptado los España el sistema métrico desde 1849, Carlos Ibáñez de Ibero fue a París con Saavedra para que Jean Brunner construyera un dispositivo de medición según su diseño y cuya regla de línea, que medía 4 metros de longitud, se comparara con la regla número 1 de la doble toesa de Borda, que era en su momento la principal referencia para las bases de medición existentes en Francia y cuya longitud correspondía precisamente a 3,8980732 metros a una temperatura determinada. En 1858 midieron la base central de triangulación de España en Madridejos, en la provincia de Toledo, con una precisión hasta entonces inigualable, gracias a este instrumento que se haría famoso con el nombre de regla española. Aimé Laussedat tradujo al francés la monografía de Carlos Ibáñez de Ibero, en la que se describía la comparación de los resultados obtenidos utilizando dos métodos diferentes de medición de bases geodésicas. Este trabajo marcó un hito en la controversia entre los geodestas franceses y alemanes sobre la longitud de las bases y permitió validar empíricamente el método del general Baeyer. La regla española se convertiría en un instrumento de referencia, y se construyeron réplicas para varios países de Europa y para Egipto.

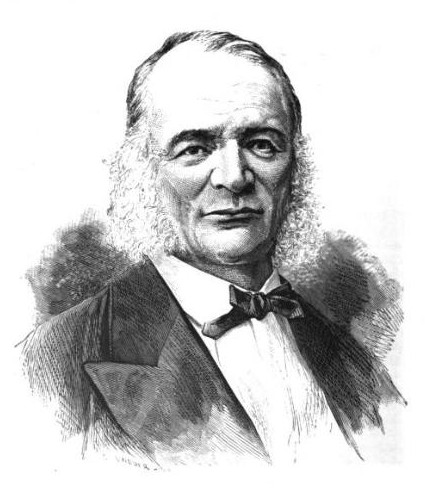
Otto Wilhelm von Struve

En 1860, el gobierno ruso, a petición de Otto Wilhelm von Struve, invitó a los gobiernos de Bélgica, Francia, Prusia e Inglaterra a conectar sus triangulaciones para medir la longitud de un arco de paralelo en la latitud de 52° para verificar las dimensiones y la forma de la Tierra tal como se dedujeron de las mediciones del arco meridiano. De hecho, gracias a los avances en la telegrafía eléctrica, fue posible determinar con precisión la diferencia de longitud entre los dos extremos de este arco. Fue necesario comparar las reglas geodésicas utilizadas en cada país para poder combinar las mediciones realizadas.

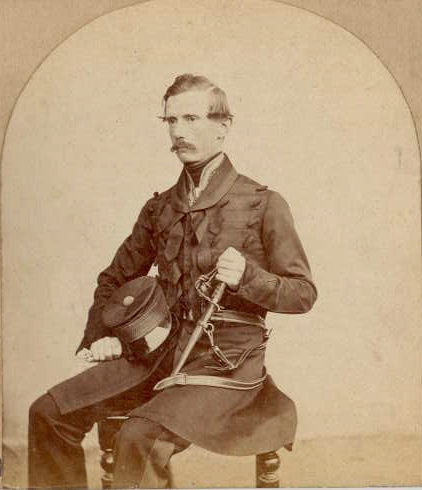
Alexander Ross Clarke

El gobierno del Reino Unido invitó a Francia, Bélgica, Prusia, Rusia, India, Australia, España, Estados Unidos y a la Colonia del Cabo a enviar sus reglas geodésicas a la oficina del Ordnance Survey en Southampton. Los estándares de España y de Estados Unidos se basaban en el sistema métrico decimal. Las reglas de Rusia, Prusia y Bélgica estaban calibradas según la toesa francesa. Francia decidió no envíar su regla geodésica al Ordnance Survey, que tenía un prototipo del metro, comparado por François Arago con el metro de los archivos. Alexander Ross Clarke y Henry James publicaron sus primeros resultados en 1867.
Ya en 1861, Johann Jacob Baeyer envió un memorando al rey de Prusia recomendando la colaboración internacional en Europa con el objetivo de determinar la forma y dimensiones de la Tierra. En el momento de su creación, la asociación tenía dieciséis países miembros: Austria, Bélgica, Dinamarca, siete estados germánicos, Italia, los Países Bajos, Rusia (por Polonia), Suecia y Noruega, así como Suiza. La Asociación creó una Oficina Central, ubicada en el Instituto Geodésico de Prusia, cuya gestión quedó encomendada al General Johann Jacob Baeyer.

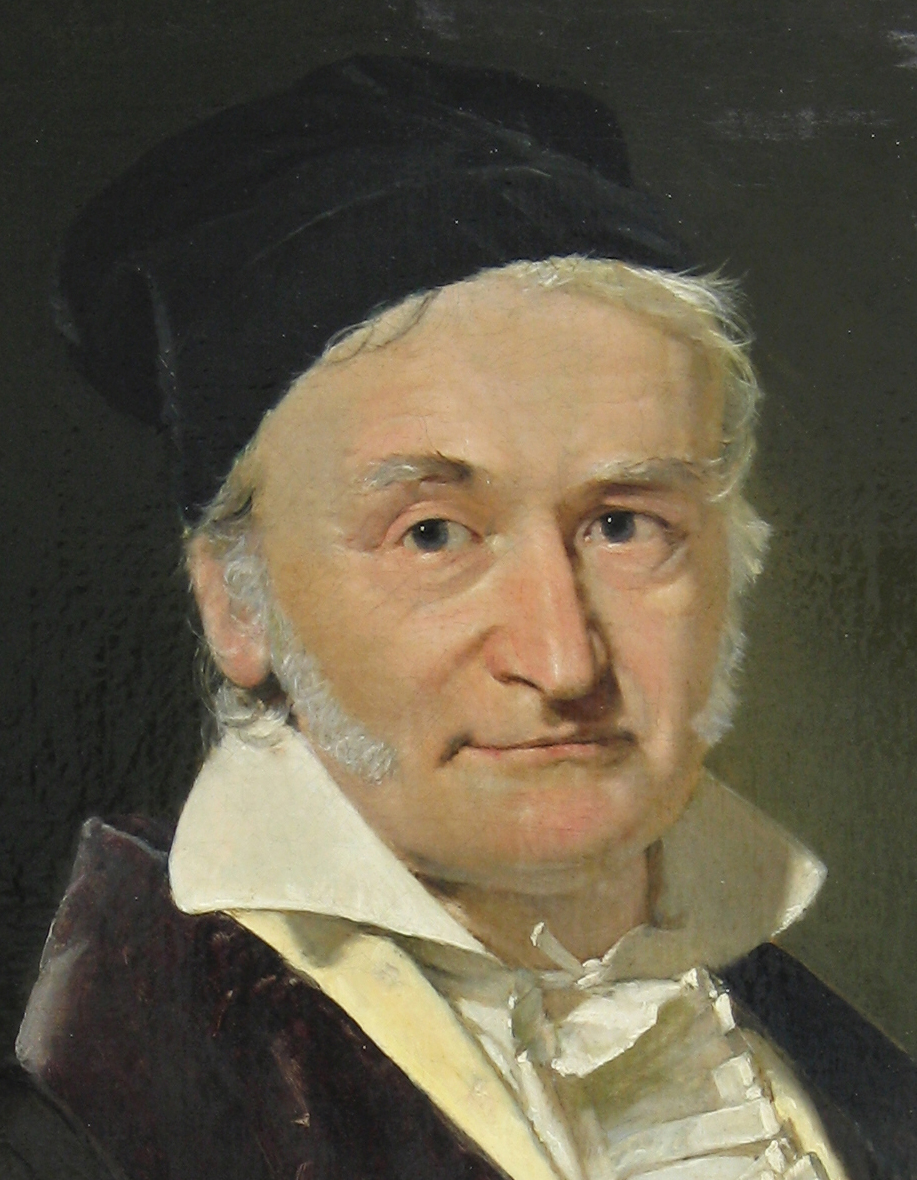
Carl Friedrich Gauss

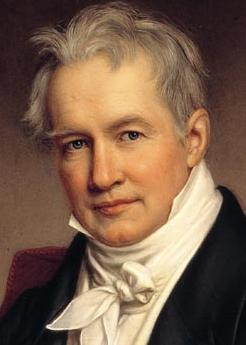
Alexander von Humboldt

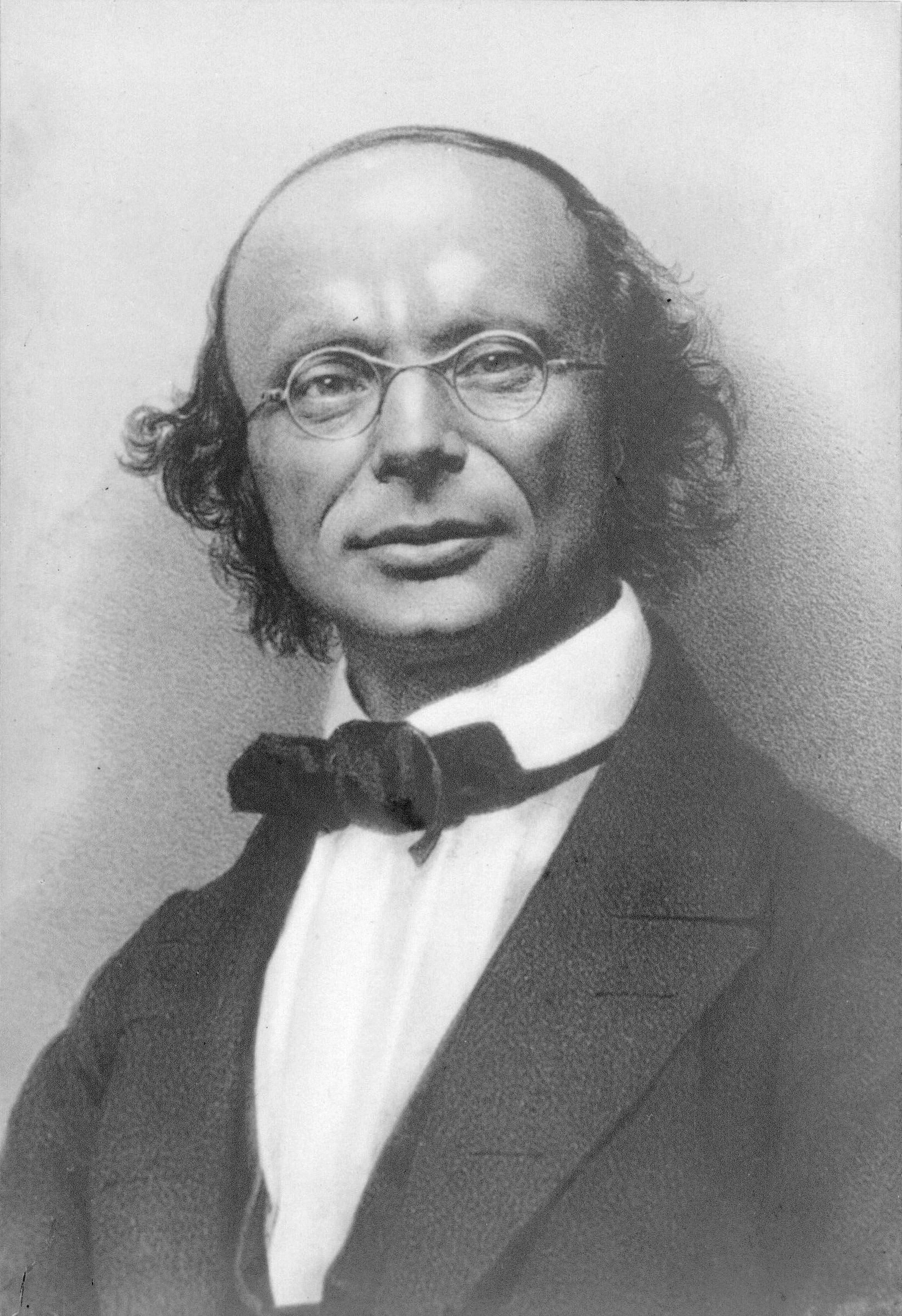
Wilhelm Eduard Weber

La Asociación Internacional de Geodesia es una de las asociaciones científicas internacionales más antiguas. De hecho, Carl Friedrich Gauss, Alexander von Humboldt y Wilhelm Eduard Weber, cuya colaboración con Gauss jugó un papel decisivo en la invención del telégrafo eléctrico, habían creado el Magnetischer Verein en 1836. Entre 1821 y 1824, Gauss realizó el levantamiento cartográfico del reino de Hannover. Ya en 1832, el propio Gauss, que había realizado trabajos geofísicos sobre el campo magnético terrestre, propuso añadir el segundo a las unidades fundamentales que son el metro y el kilogramo, para dar forma al sistema Cegesimal de Unidades (centímetro, gramo, segundo).
En la segunda mitad del SXIX, la creación de la Asociación Geodésica marcó la adopción de nuevos métodos científicos. En efecto, la asociación propuso la aplicación en el ámbito de las observaciones geodésicas del método de los mínimos cuadrados, descubierto simultáneamente por Legendre y Gauss, y luego desarrollado por este último. Para permitir la alineación de los triángulos geodésicos medidos en cada nación, también fue necesario adoptar una norma común. Inicialmente, la asociación adoptó la toesa de Bessel, una copia de la toesa del Perú realizada en París en 1823 para Friedrich Bessel por Jean-Nicolas Fortin. La toesa del Perú fue la regla geodésica utilizada por Pierre Bouguer y Charles Marie de La Condamine durante la expedición geodésica francesa al ecuador, que ayudó a demostrar el achatamiento de la Tierra predicho por la ley de gravitación universal. Utilizada desde 1735, en 1766 se convirtió en el estándar de longitud en Francia bajo el nombre de toesa de la Academia. Su longitud se utilizó para determinar la longitud del metro durante la revolución francesa.
En 1864, en su informe a la Comisión Geodésica Suiza sobre la conferencia de Berlín, Adolphe Hirsch mencionó su temor de que la elección de la toesa de Bessel como estándar internacional distrajera a Francia y a los países que, al unirse a la Asociación Geodésica Internacional, como España y los Estados Unidos, ya habían utilizado el metro. El valor de la toesa de Bessel, que según la relación jurídica entonces aceptada entre el metro y la toesa del Perú era igual a 1,9490348 metros, resultó ser 26,2 µm mayor durante las mediciones realizadas por J.R. Benoît en la Oficina Internacional de Pesas y Medidas. De hecho, en el momento en que se definieron estos estándares, ninguna escala termométrica todavía se consideraba normal y se sabía poco sobre las diferencias entre los distintos termómetros. Según Charles Édouard Guillaume, fue la consideración de esta divergencia entre la toesa del Perú y la de Borda por un lado y la toesa de Bessel por el otro, lo que llevó a la Asociación para la medición del grado a considerar, durante su reunión en Neuchâtel en 1866, la fundación de un instituto mundial para la comparación de estándares geodésicos, el primer paso hacia la creación de la Oficina Internacional de Pesas y Medidas-

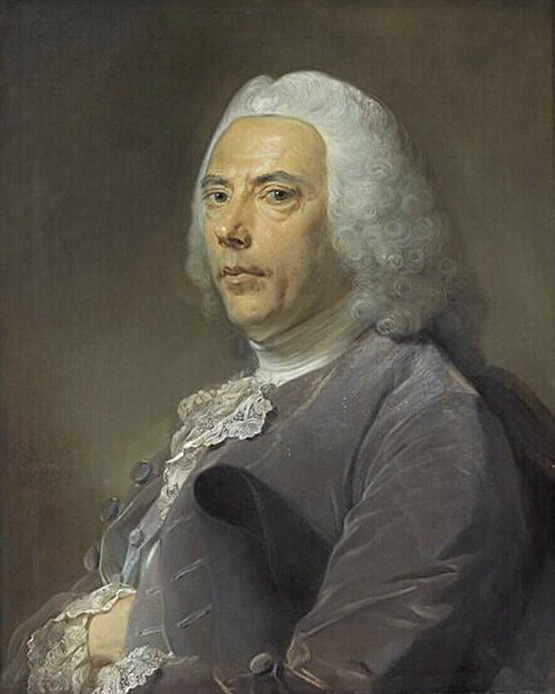
Pierre Bouguer

En el SXIX, los estadísticos sabían que las observaciones científicas están contaminadas por dos tipos de errores: los errores constantes, por un lado, y los errores fortuitos por otro. Los efectos de este último tipo pueden corregirse mediante el método de mínimos cuadrados. Los errores constantes, por otra parte, deben evitarse cuidadosamente, porque son causados por diferentes factores que actúan de tal manera que modifican siempre el resultado de las observaciones en la misma dirección. Por lo tanto, estos errores tienden a hacer que los resultados a los que afectan pierdan todo valor. Sin embargo, los errores sistemáticos y los errores aleatorios no son de naturaleza diferente. En realidad, hay pocos errores aleatorios, si es que hay alguno. Con los avances de la ciencia, se identificaron y estudiaron las fuentes de error y se aclararon sus causas. Los errores inicialmente clasificados como fortuitos serán considerados posteriormente errores sistemáticos. La capacidad del observador consiste en descubrir el mayor número posible de errores sistemáticos para poder, una vez adquirido el conocimiento de sus leyes, liberar sus resultados mediante un método de control o correcciones adecuadas. Entonces pasó a ser crucial, para corregir errores producidos por los cambios de temperatura, comparar todas las reglas geodésicas con temperaturas controladas, con la mayor precisión y en la misma unidad. En efecto, es bien conocido el efecto de dilatación térmica que corresponde a la expansión del volumen de un cuerpo provocada por su calentamiento. En el SXVIII, el famoso físico y geodesta Pierre Bouguer realizó una demostración sobre este tema frente a una gran audiencia en Los Inválidos. Este problema dominó durante mucho tiempo las ideas relativas a la medición de bases geodésicas, condicionada por la necesidad de determinar constantemente con precisión la temperatura de los estándares de longitud utilizados en el campo. La determinación de esta variable, de la que depende la longitud de los instrumentos de medida, siempre se ha considerado tan compleja y tan importante que casi se podría decir que la historia de los patrones geodésicos corresponde a la de las precauciones tomadas para evitar los errores ligados a la temperatura.

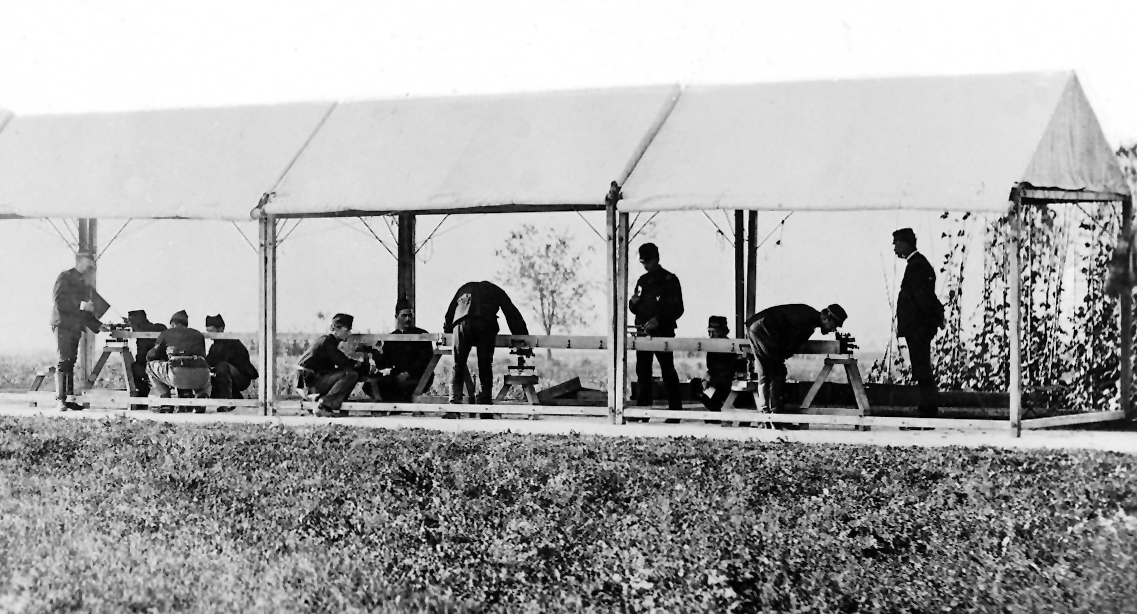
Medición de la base de Aarberg en 1880 utilizando el aparato de Ibáñez, una regla lineal única equipada con termómetros y microscopios, según un concepto desarrollado por primera vez en Suiza por Johann Georg Tralles y Ferdinand Rudolph Hassler.

En 1867, durante su segunda conferencia general en Berlín y tras la admisión de tres nuevos países miembros (Rusia, España y Portugal), la asociación geodésica pasó a llamarse Europäische Gradmessung (Asociación para la Medición de Grados en Europa). En 1867, durante la Conferencia Geodésica Internacional reunida en Berlín, la asociación recomendó la adopción del sistema métrico para garantizar la equivalencia de las mediciones realizadas en cada país. La petición que la asociación dirigió a los distintos estados allí representados, dará lugar a la convocatoria de la conferencia diplomática internacional que a su vez dio lugar a la convención del Metro.

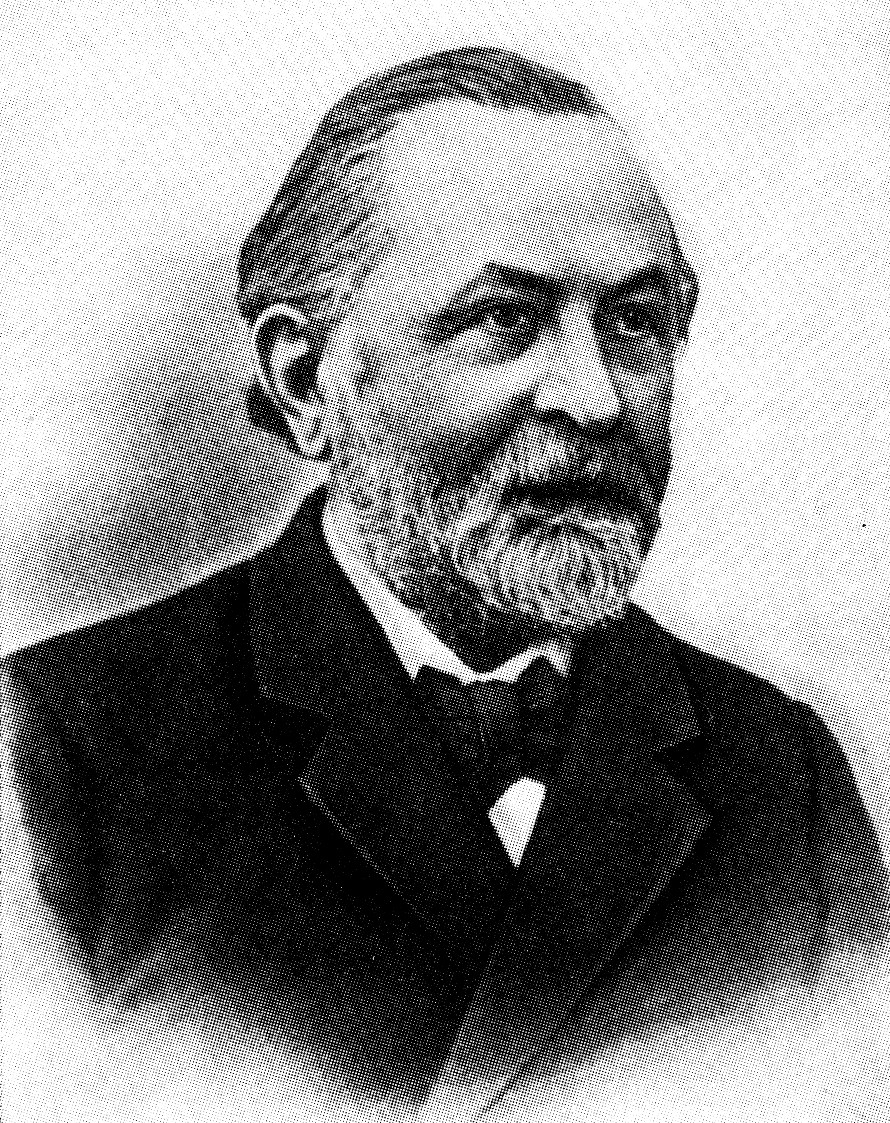
Heinrich von Wild

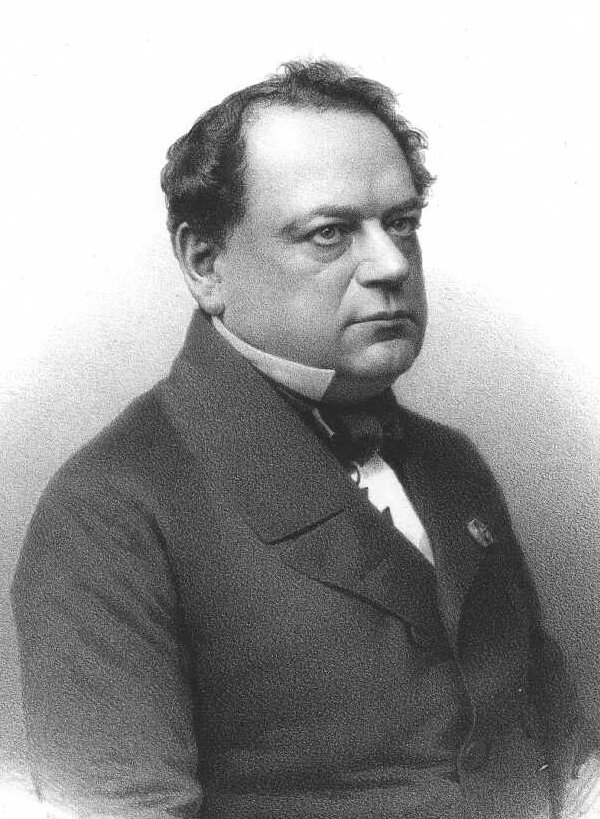
Moritz von Jacobi

La Organización Meteorológica Internacional es también un ejemplo que ilustra el papel de las primeras asociaciones científicas internacionales en la creación de la Oficina Internacional de Pesas y Medidas. Así, Heinrich von Wild, su primer presidente, fue uno de los firmantes junto a Moritz von Jacobi y Otto Wilhelm von Struve del informe de la Academia de Ciencias de San Petersburgo. ) En 1869, esta última invitó a la Academia de París a actuar conjuntamente con vistas a garantizar, mediante medidas adecuadas, el uso universal de las unidades métricas en todos los trabajos científicos. Desde su origen, el metro ha mantenido una doble definición; es a la vez la diezmillonésima parte del cuarto de meridiano y la longitud representada por el Metro de los Archivos. La primera definición es histórica, y la segunda es metrológica. Ya en 1870 se reunió en París una comisión internacional, que se reunió nuevamente en 1872. Se discutió mucho dentro de esta Comisión la conveniencia de considerar definitivas las unidades representadas por las normas de los Archivos, o de volver a las definiciones originales, y corregir las unidades para ajustarlas. Prevaleció la primera solución, de acuerdo con el sentido común y de acuerdo con la convocatoria de la Academia. Abandonar los valores representados por las normas habría consagrado un principio extremadamente peligroso, el de cambiar las unidades con cualquier avance en las mediciones. Esto supondría que el sistema métrico estaría perpetuamente amenazado por el cambio, invalidando su condición de valor de referencia internacional.

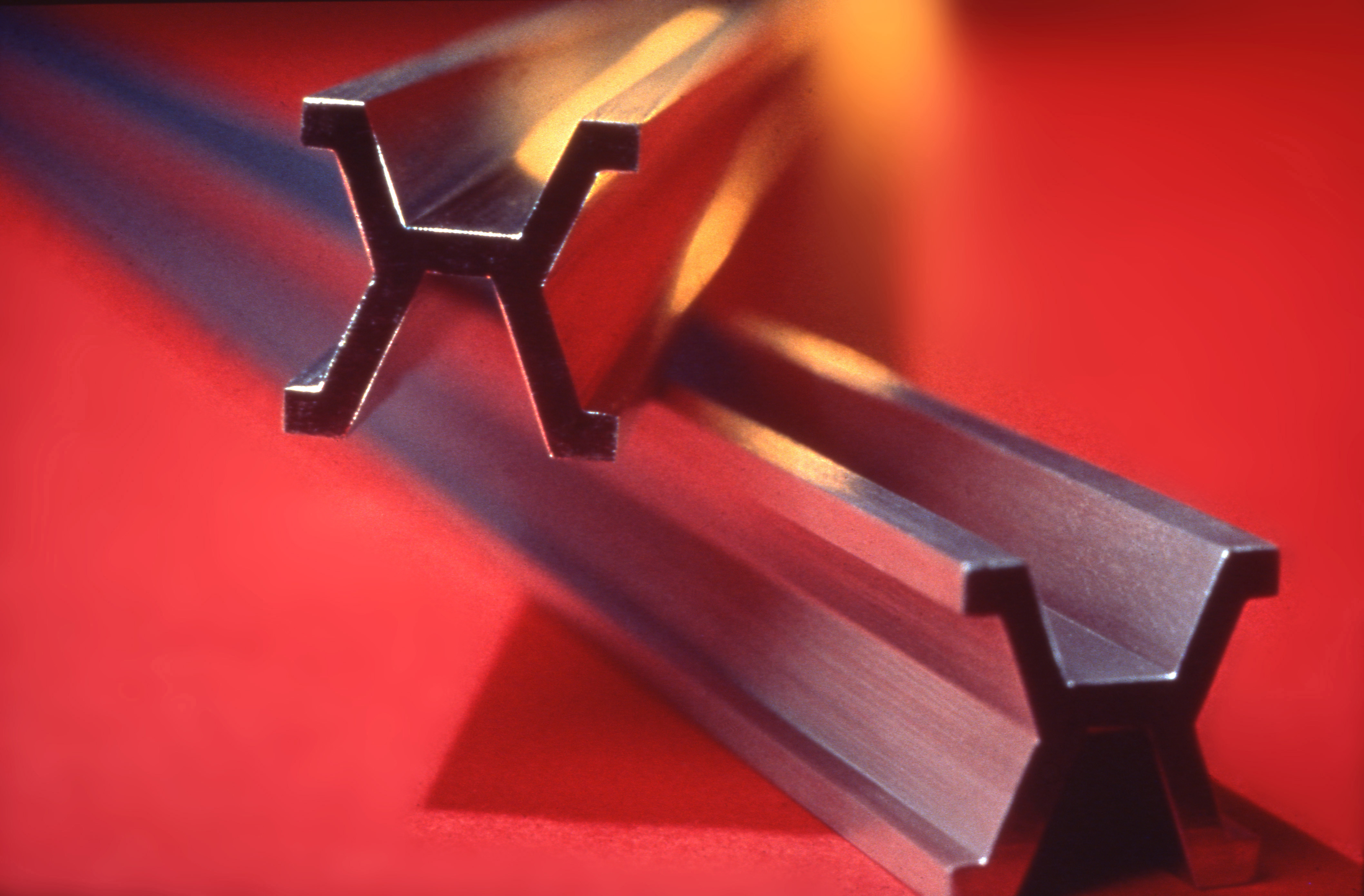
Prototipos internacionales del metro

Los prototipos internacionales del metro pasaron a constituir la base del nuevo sistema Internacional de Unidades, pero dejaron de tener una íntima relación con las dimensiones de la Tierra, que los geodestas habían intentado determinar a lo largo del SXIX. Los patrones se convirtieron en la representación material de la unidad del sistema. Si la precisión metrológica se benefició del progreso de la geodesia, esta no podía seguir prosperando sin la ayuda de la metrología. En efecto, todas las medidas de los arcos terrestres y todas las determinaciones de la gravedad realizadas con péndulos debían expresarse imperativamente en una unidad común. Por lo tanto, la metrología debía crear una unidad adoptada y respetada por todas las naciones para poder comparar con la mayor precisión todas las reglas y todas las oscilaciones de los péndulos utilizados por los geodestas, para poder combinar el trabajo realizado hasta entonces en diferentes naciones para medir la Tierra.

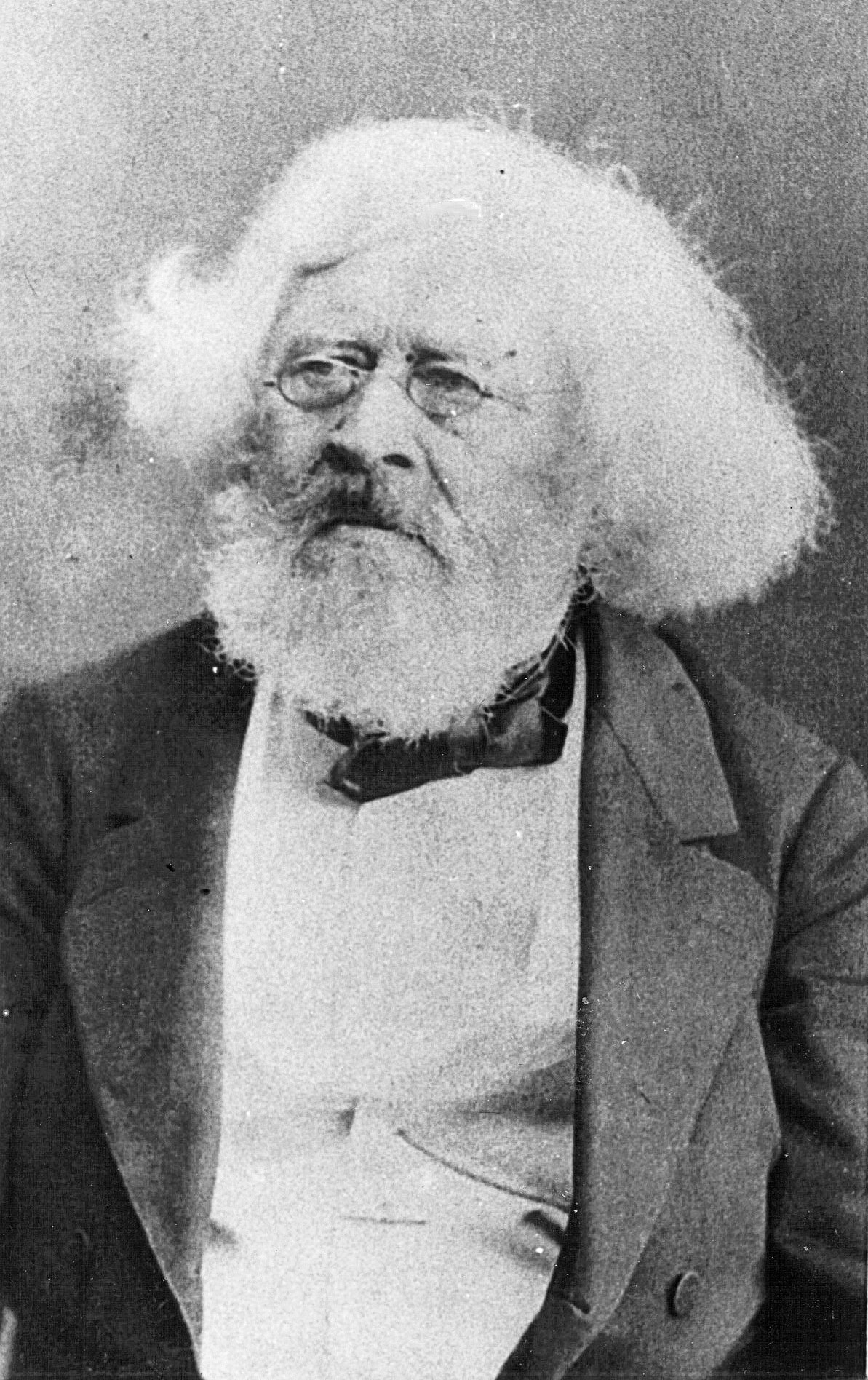
Peter Andreas Hansen

Desde 1864, la Asociación nombró una Comisión permanente con poderes administrativos dedicada a supervisar la Oficina Central, que se convirtió en el máximo organismo científico de la asociación geodésica. Esta Comisión estuvo presidida por Peter Andreas Hansen de 1864 a 1868 y por el general austrohúngaro August von Fligely de 1869 a 1874.

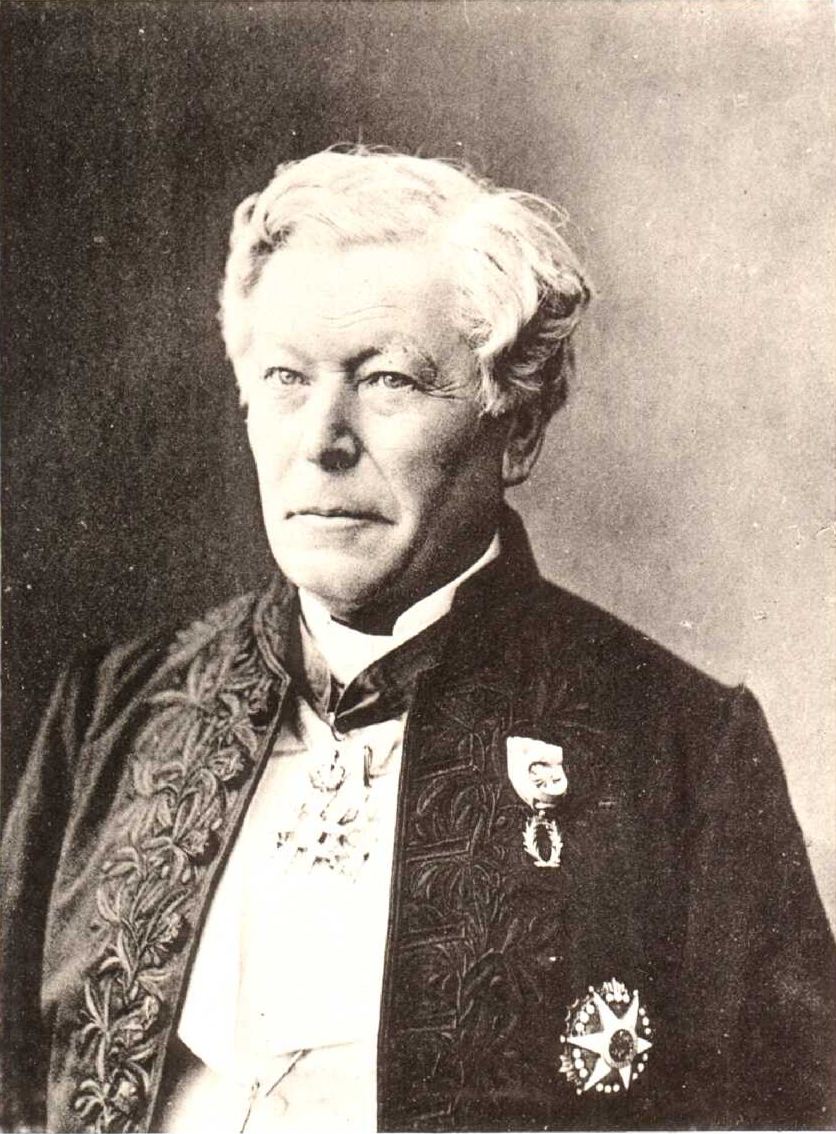
Hervé Faye

Francia, iniciadora de los modernos trabajos de medición de la Tierra, permanecío más o menos inactiva en este campo, mientras que las demás naciones cubrieron sus territorios con triangulaciones, utilizando los mejores instrumentos y métodos de observación y cálculo disponibles. Incluso dudó mucho antes de ceder a las exigencias de la Asociación, que le pedía que participara en sus trabajos. En 1871 comenzó a formar parte de la Asociación, y designó a Charles-Eugène Delaunay como su representante en el Congreso de Viena. En 1874, Hervé Faye fue nombrado miembro de la Comisión Permanente. Durante la Conferencia Geodésica Internacional reunida en París en 1875 bajo la presidencia de Carlos Ibáñez de Ibero, director del Instituto Geográfico Nacional de España, la asociación decidió crear una regla geodésica internacional para medir las bases. En 1875, tras la ratificación de la convención del Metro, Carlos Ibáñez de Ibero, ya presidente de la Comisión Permanente de la Europäische Gradmessung desde 1874 y del Comité Permanente de la Comisión Internacional del Metro desde 1872, se convirtió también en el primer presidente del Comité Internacional de Pesas y Medidas.
En 1883, en la Conferencia General de la Asociación Internacional de Geodesia celebrada en Roma, se propuso la adopción del meridiano de Greenwich como primer meridiano con la esperanza de que el Reino Unido se adhiriera a la convención del Metro, lo que haría al año siguiente.

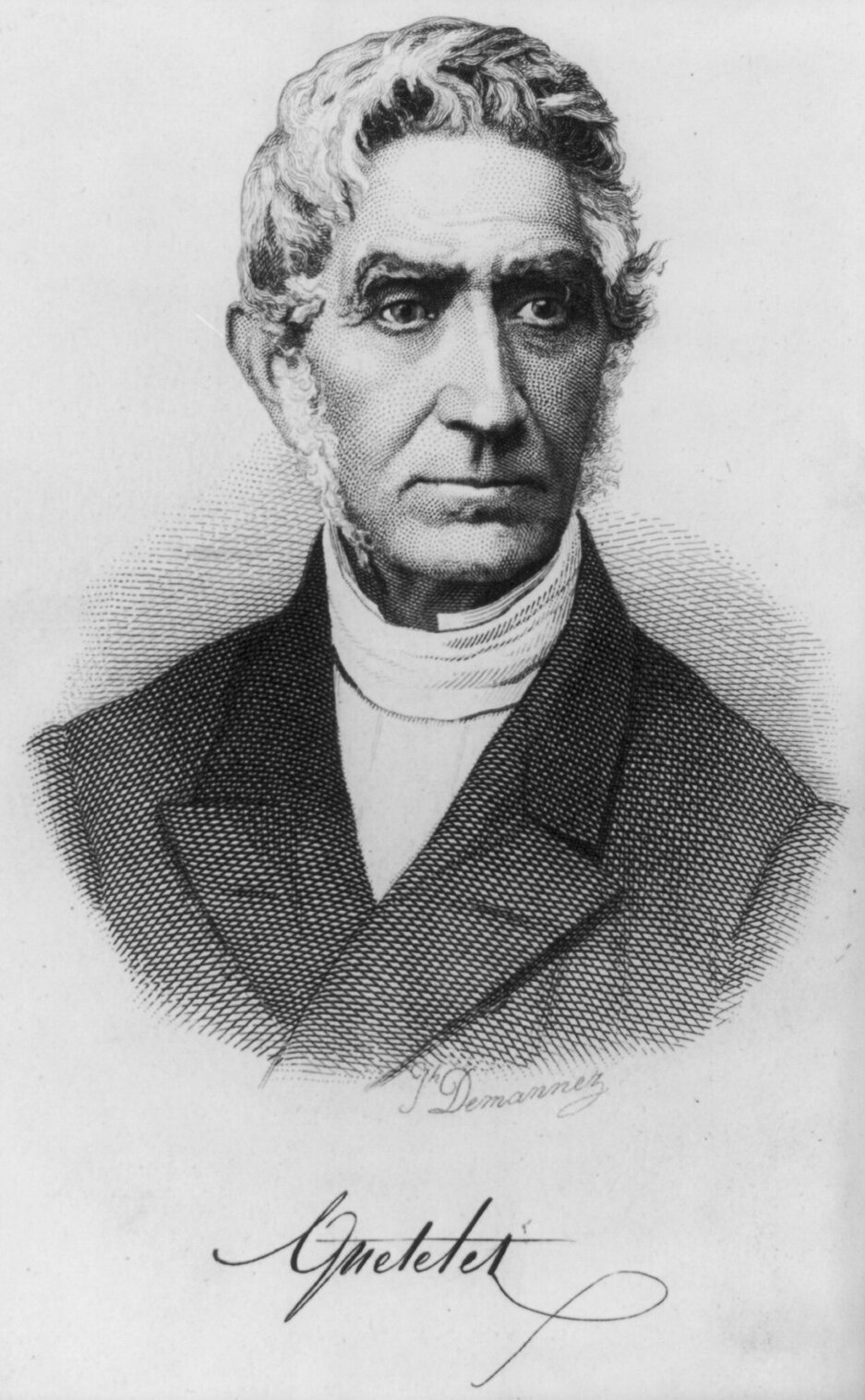
Adolphe Quetelet

El international Statistical Institute (ISI) fue fundado en 1885 durante el jubileo de la Royal Statistical Society, y coincidiendo con el 25 aniversario de la Sociedad de Estadística de París. Sus orígenes se remontan a una serie de Congresos Estadísticos Internacionales, el primero de los cuales fue presidido por Adolphe Quetelet y se celebró en Bruselas en 1853 por iniciativa de la Comisión Central de San Petersburgo. Los 81 miembros fundadores del ISI constituyeron la élite de los estadísticos de esta época dentro de las administraciones gubernamentales y academias científicas. En Roma, en 1887, la Asociación Geodésica Internacional y el Comité Internacional de Pesos y Medidas estaban representados en particular por su presidente, Carlos Ibáñez de Ibero, miembro de la Real Academia de Ciencias Exactas, Físicas y Naturales, miembro honorario de la Academia Nacional de Ciencias de Córdoba, corresponsal del Academia de Ciencias de Francia, asociado de la Real Academia de Bélgica, miembro honorario de la Academia Prusiana de las Ciencias y delegado de España a la primera sesión del ISI.

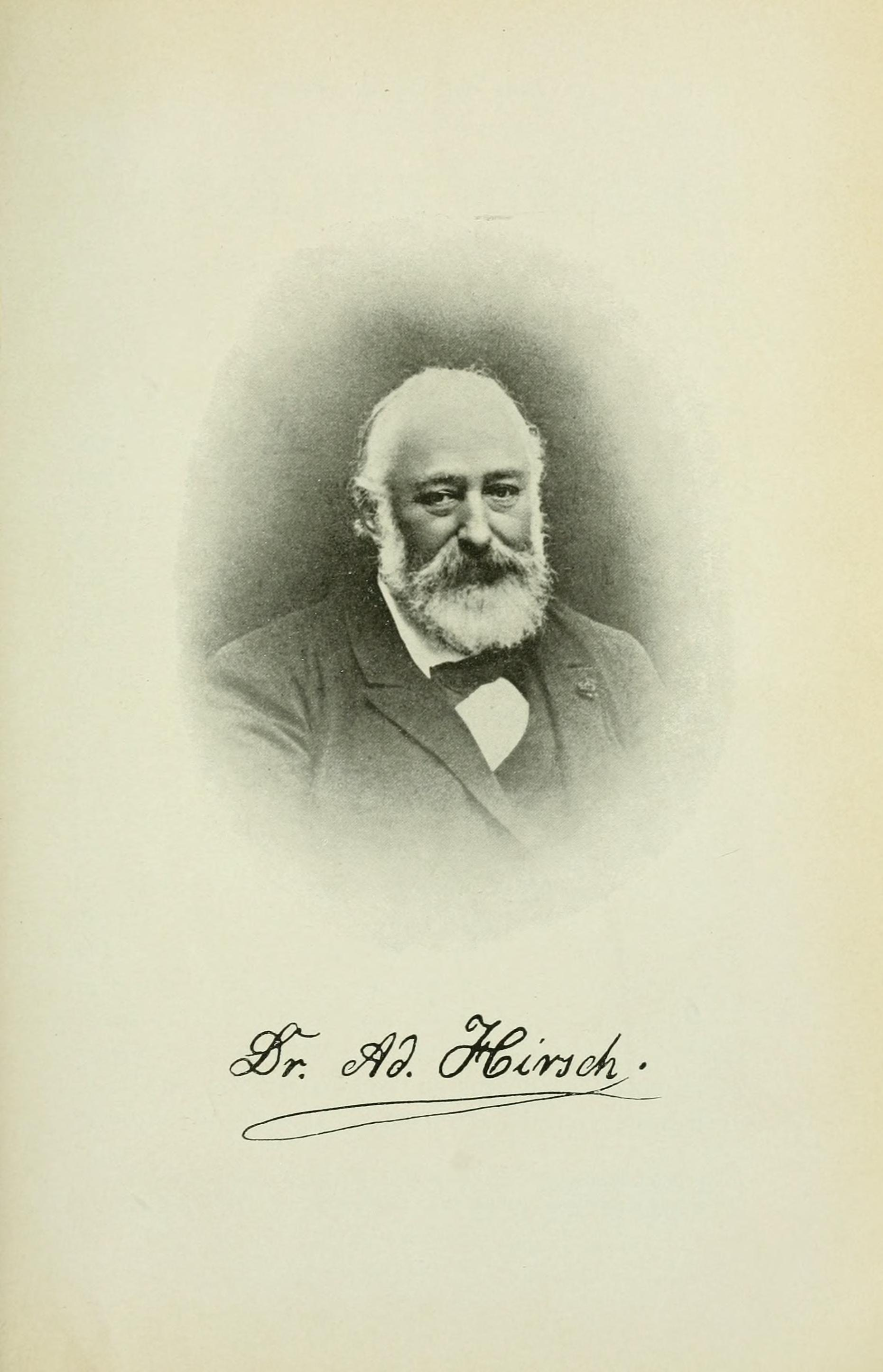
Adolphe Hirsch

Para comprender en su ámbito todas las mediciones realizadas fuera de Europa, la Asociación Geodésica se reorganizó, tras la muerte de su fundador Baeyer: el Gobierno prusiano tomó la iniciativa de la reforma. En una conferencia celebrada en Berlín en octubre de 1886, los delegados de los principales países de Europa, con excepción de Inglaterra, y de los países de algunas otras partes del mundo, decidieron que el objetivo de la Asociación Geodésica Internacional era medir los grados en toda la Tierra; que tendría una oficina central de cálculo en Berlín; que una Comisión permanente, compuesta por 11 miembros, se reunirá cada año en una ciudad de los Estados Asociados; que la Asociación tendría una reunión plenaria cada tres años donde la Comisión Permanente se renovaría en su mitad de miembros. Carlos Ibáñez de Ibero fue entonces designado presidente de esta Comisión y Friedrich Robert Helmert director de la Oficina Central de Cálculo. Un nuevo convenio internacional fue ratificado por 20 estados europeos, lo que otorgó a la Asociación el estatus de organismo intergubernamental. La Convención de 1886 confió la ejecución de las decisiones de la Conferencia General y la gestión de los asuntos administrativos a la Oficina de la asociación, compuesta por su presidente y su vicepresidente, el secretario permanente y el director de la Oficina Central. Adolphe Hirsch, miembro fundador de la Comisión Geodésica de Suiza, que fue uno de los dos secretarios de la asociación internacional desde su creación, se convirtió en su primer secretario perpetuo hasta 1900. También fue el primer secretario del Comité Internacional de Pesas y Medidas desde 1875 hasta 1901.
En 1887, Brasil y Serbia anunciaron su adhesión a la Asociación. En 1888 también se unieron Chile, México, Japón y Grecia, seguidos por Argentina y los Estados Unidos en 1889.

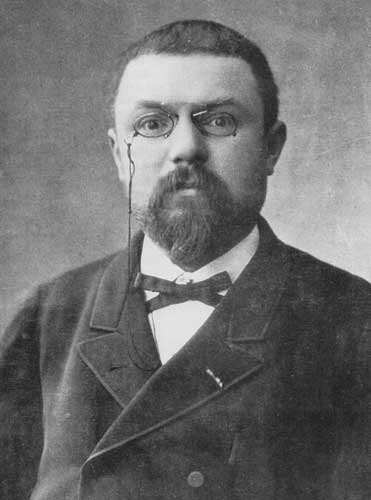
Henri Poincaré

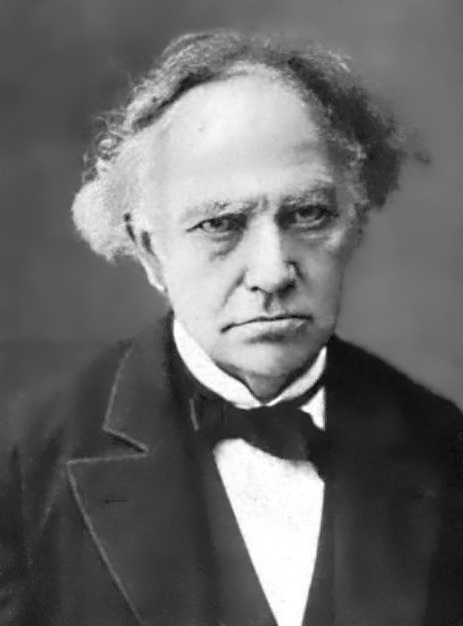
Charles Hermite, presidente de la Academia de Ciencias de Francia

En 1889, y de acuerdo con las resoluciones de 1875, los nuevos estándares del metro fueron distribuidos a las naciones de Europa y de América perpetuando la aceptación del sistema métrico. Al año siguiente, una Comisión de la Academia de Ciencias de Francia compuesta por Charles Hermite, entonces presidente de la Academia de Ciencias, Jean Gaston Darboux, Henri Poincaré, Camille Jordan y de la que Joseph Louis François Bertrand era relator, otorgó el premio Poncelet a Carlos Ibáñez de Ibero:

La Comisión otorgó el Premio Poncelet al Sr. General Ibáñez, marqués de Mulhacén, por la erudita dirección que dio y su dedicada colaboración con el excelente trabajo del Comité Internacional de Pesas y Medidas que, tras continuos estudios en profundidad durante más de veinte años , distribuyó, en 1889, de acuerdo con los Convenios de 1875, los metros y patrones que se utilizarán, en todos los grandes Estados de Europa y América, para asegurar el uso del sistema métrico.

De hecho, al mismo tiempo que ayudaba a demostrar con sus trabajos geodésicos en España que el metro ya no correspondía a su definición histórica, Ibáñez trabajó para su adopción por parte de la comunidad científica internacional, utilizando un enfoque que era a la vez riguroso y pragmático. Fue, según un comentario del matemático español Julio Rey Pastor, una figura notable en el mundo a lo largo de casi treinta años, durante la época heroica de la fundación de la Oficina Internacional de Pesas y Medidas, donde organizó la metrología a nivel mundial con tanta competencia como capacidad no solo como destacado académico y precursor de la colaboración científica entre naciones, sino también y sobre todo como arquitecto de la civilización universal y ferviente defensor de la solidaridad humana.

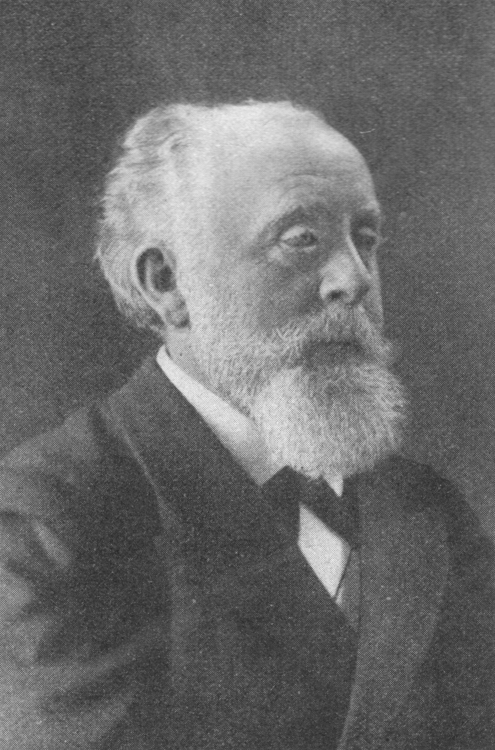
Wilhelm Foerster

Después de la muerte de Carlos Ibáñez de Ibero en 1891, Hervé Faye lo sucedió como presidente de la Comisión Permanente de la Asociación Geodésica Internacional en 1892, mientras que Wilhelm Foerster asumió la presidencia del Comité Internacional de Pesas y Medidas a partir de 1891.

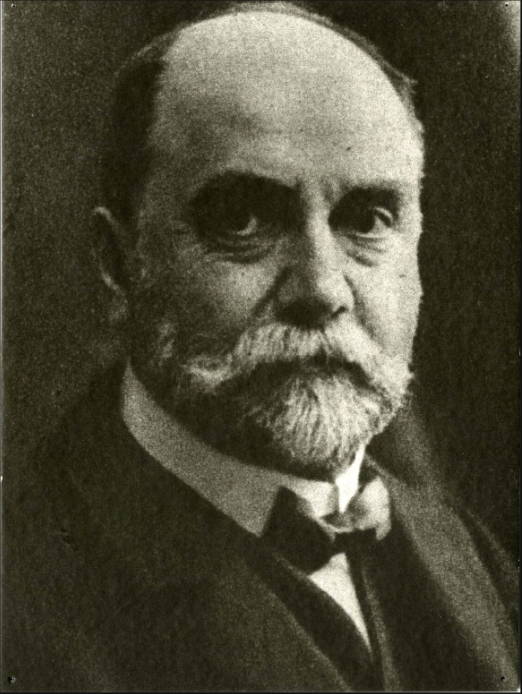
Raoul Gautier

En la primera Conferencia General celebrada en Berlín en 1895, se redactó una nueva Convención Geodésica Internacional. Suprimió la Comisión Permanente de la Asociación y fortaleció la Oficina Central, con sede en el Instituto Geodésico de Berlín. Según el convenio ratificado en 1898 en Stuttgart, la Conferencia General de la Asociación, que reunía a los delegados de los gobiernos interesados, pasó a ser el organismo soberano. El Reino Unido se unió a la Asociación en 1898. Desde 1903 hasta 1917, Jean-Antonin-Léon Bassot asumió la presidencia de la Asociación, ostentada hasta entonces por Hervé Faye.
La convención de la Asociación Geodésica Internacional expiró a finales de 1916. No fue renovada debido a la Primera Guerra Mundial. Sin embargo, las naciones neutrales, el Reino de Dinamarca, el Reino de los Países Bajos, Noruega, España, Suecia, Suiza y los Estados Unidos (hasta la entrada en la guerra de este último país) acordaron mantener una Asociación geodésica reducida entre Estados Neutrales, presidida por Raoul Gautier, director del Observatorio de Ginebra. Raoul Gautier sería nombrado vicepresidente de la sección de geodesia de la Unión Geodésica y Geofísica Internacional en 1922, y garantizó la continuidad de las operaciones realizadas por la Asociación Geodésica Reducida entre Estados neutrales. También desempeñó el cargo de presidente interino del Comité Internacional de Pesas y Medidas de 1920 a 1921, hasta el nombramiento de Vito Volterra.

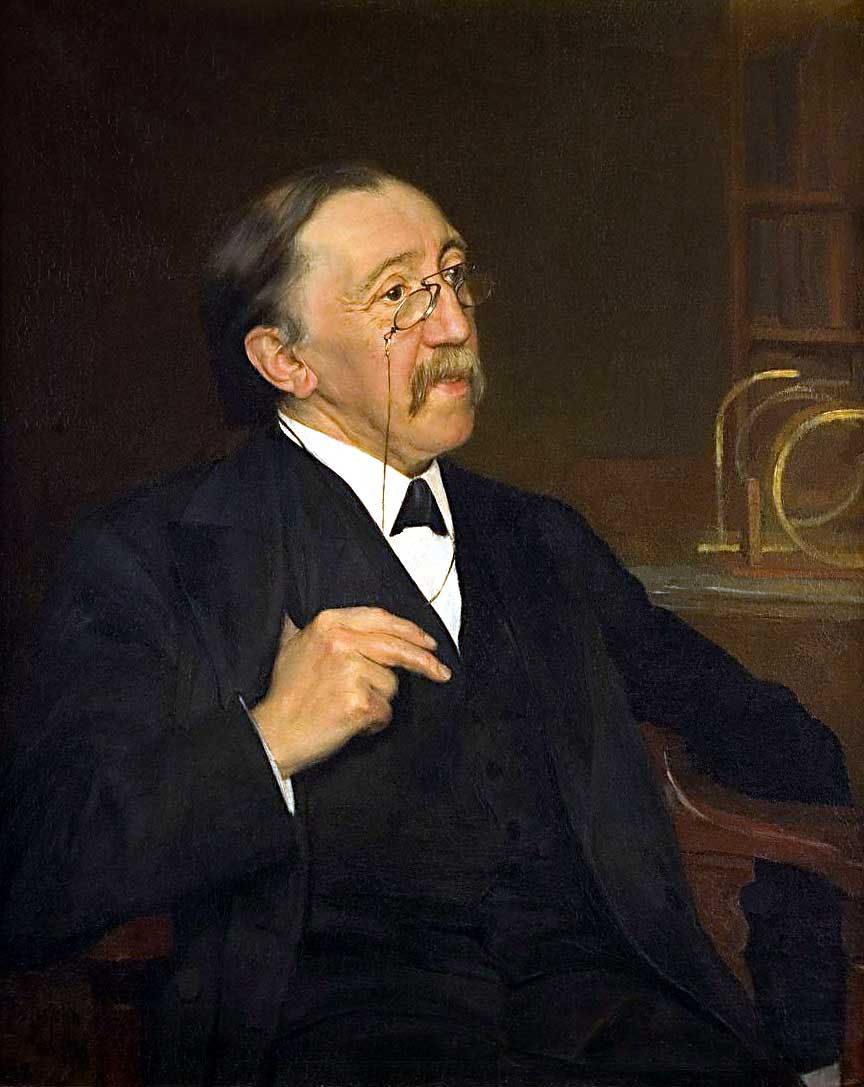
Hendricus Gerardus van de Sande Bakhuyzen

De 1900 a 1921, Hendricus Gerardus van de Sande Bakhuyzen sucedió a Adolphe Hirsch como secretario permanente de la Asociación Geodésica Internacional y luego como secretario de la Asociación Geodésica Reducida entre Estados neutrales.

Antes de la Gran Guerra, existían numerosas asociaciones internacionales que desarrollaban su actividad en tal o cual ciencia o incluso en tal o cual campo especializado de una determinada ciencia. […] Entre ellas, la más poderosa y antigua era la Asociación Geodésica Internacional […] donde predominaba la influencia de Alemania y que tenía su Oficina Central en el Instituto Geodésico Prusiano en Potsdam.

[…] Durante la guerra, muchos científicos estaban preocupados por los medios a considerar para reanudar el trabajo científico internacional una vez finalizadas las hostilidades. […] Una idea esencialmente americana y británica fue la de agrupar las Uniones Científicas relativas a diversas disciplinas bajo la autoridad de un Consejo Supremo. Una conferencia internacional, que reunió en Bruselas en julio de 1919 a científicos de países aliados o asociados en la lucha contra Alemania y a un cierto número de Estados neutrales, creó un "Consejo Internacional de Investigación" y varias "Uniones" dependientes de este Consejo; pero la Geodesia, en lugar de ser libre e independiente como antes, se asoció con las Ciencias Geofísicas en la 'Unión Geodésica y Geofísica Internacional'.

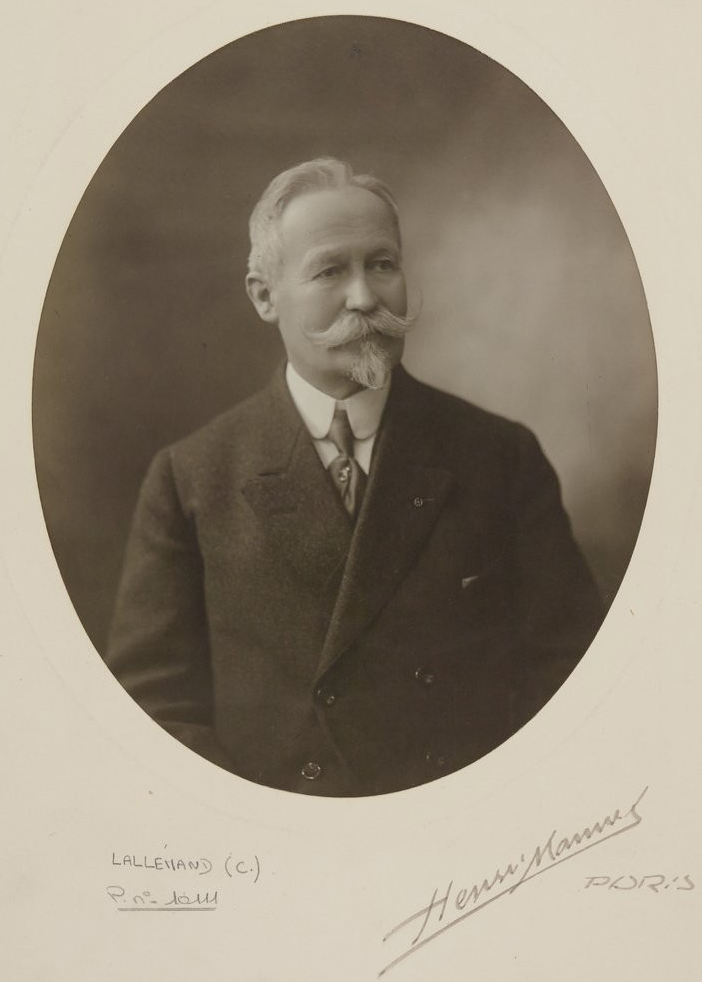
Charles Lallemand

La alta autoridad de Charles Lallemand, su notoriedad consolidada entre todos los estudiosos que participaron en la Asamblea de Bruselas, le valieron la oportunidad de ser designado por aclamación Presidente de la nueva Unión.
Discurso de Georges sobre Charles Lallemand Perrier, leído en su funeral, el 3 de febrero de 1938, París, Académie des Sciences Notices et Discourses, 241-242

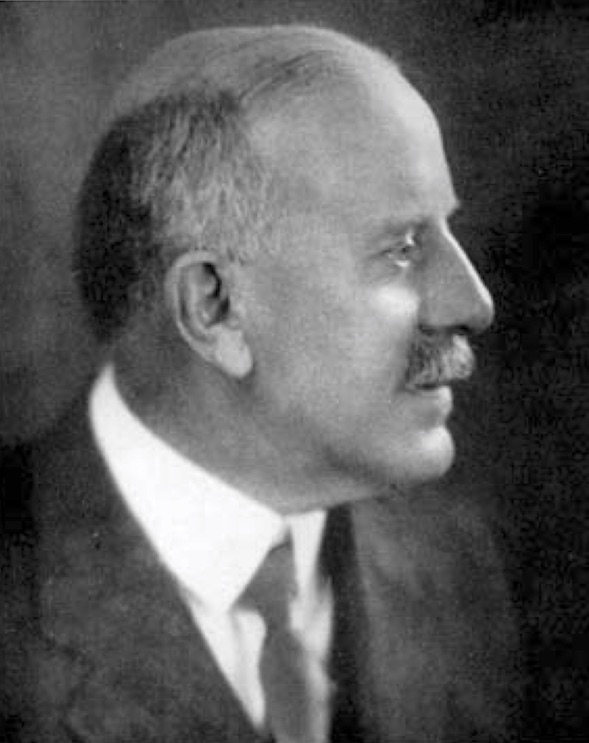
William Bowie

De 1922 a 1946, el general Georges Perrier (hijo del general François Perrier) se convirtió en secretario general de la sección de geodesia de la Unión Geodésica y Geofísica Internacional y luego de la Asociación Internacional de Geodesia, cuya oficina central se trasladó de Potsdam a París (1917-1995). William Bowie asumió la presidencia de la sección de geodesia de la Unión Geodésica y Geofísica Internacional (1922-1933), y después de la Unión Geodésica y Geofísica Internacional (1933-1936), donde sucedió a Charles Lallemand (1919-1933), su primer presidente.

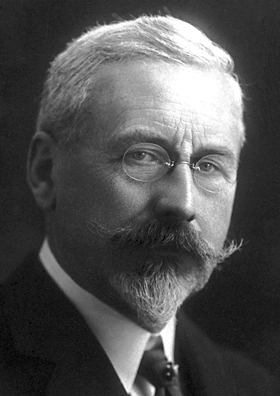
Charles-Édouard Guillaume

Paralelamente a los avances que redefinirían el estándar del metro, los trabajos de termometría de la BIPM condujeron al descubrimiento de aleaciones especiales de hierro y níquel, en particular del invar y del elinvar, por las que el físico suizo Charles Édouard Guillaume recibió el premio Nobel de Física en 1920.
En 1900, el Comité Internacional de Pesas y Medidas respondió a una petición de la Asociación Internacional de Geodesia e incluyó en el programa de trabajo del BIPM el estudio de mediciones utilizando hilos invar, cuyo coeficiente de expansión térmica era insignificante. Edvard Jäderin, un geodesta sueco, inventó un método para medir bases geodésicas, basado en el uso de cables tensados sometidos a una carga constante. Sin embargo, antes del descubrimiento del invar, este proceso era mucho menos preciso que el método clásico. Charles Édouard Guillaume demostró la eficacia del método de Jäderin mejorado mediante el uso de hilos de invar. La precisión de las mediciones es igual a la de los métodos antiguos, mientras que la velocidad y facilidad de las mediciones eran incomparablemente mayores.
En 1934, la Universidad de París le otorgó un doctorado honoris causa no solo por su trabajo puramente científico, sino también por su papel como impulsor del sistema métrico, que fue adoptado en la mayor parte de Asia, en sus 53 años de carrera en el BIPM, incluyendo más de 20 años como Director.

## Organización actual
- Sección I: Posicionamiento y marcos de referencia
- Sección II: Geodesia espacial avanzada
- Sección III: Determinación del campo gravitatorio
- Sección IV: Teoría y metodología general
- Sección V: Geodinámica[1]

## Servicios Internacionales
- Buró Gravimétrico internacional (BGI)
- Oficina Internacional de Pesas y Medidas (BIPM), Departamento de Tiempo
- Servicio de Bibliografía IAG (IBS)
- Servicio Internacional de Altimetría (IAS)
- Centro Internacional de Mareas Terrestres (ICET)
- Centro Internacional para el Modelo Global de la Tierra (ICGEM)
- Servicio Internacional de Modelos de Elevación Digital (IDEMS)
- Servicio Internacional Doris (IDS)
- Servicio Internacional de Rotación de la Tierra y Sistemas de Referencia (IERS)
- Servicio Internacional de Geoides (IGeS)
- Servicio Internacional de Campo de Gravedad (IGFS)
- Servicio GNSS Internacional (IGS)
- Servicio internacional de medición por láser (ILRS)
- Servicio Internacional de Geodesia y Astrometría (IVS)
- Servicio Permanente para el Nivel Medio del Mar (PSMSL)[77]